# Université Meiō
L'Université Meiō (名桜大学, Meiō daigaku) est une université publique du Japon située dans la ville de Nago. Elle est initialement privée lors de sa création en 1994 avant de devenir publique en 2010.